# Gennadio di Marsiglia
Gennadio di Marsiglia, (latino: Gennadius Massiliensis), conosciuto anche con il nome di Gennadio Scolastico (latino: Gennadius Scholasticus) (... – 496 circa), è stato un prete cristiano e uno storico del V secolo.
Il suo lavoro più conosciuto è De Viris Illustribus (Uomini illustri), una biografia di oltre 90 importanti cristiani suoi contemporanei, continuazione di un'opera omonima scritta da San Girolamo.

## Biografia
Gennadio fu un monaco e prete erudito dell'Abbazia di San Vittore di Massilia (l'odierna Marsiglia), contemporaneo di Papa Gelasio I.
Nulla si conosce della sua vita, salvo quello che dice di sé stesso alla fine delle biografie. Egli scrisse: «Io, Gennadio, presbitero di Massilia, scrissi otto libri contro tutte le eresie, cinque libri contro Nestorio, dieci libri contro Eutiche, tre libri contro Pelagio, un trattato sul millennio e sull'Apocalisse di Giovanni, questo lavoro, e una lettera riguardo alla mia fede, invio al benedetto Gelasio, Vescovo della città di Roma».
Papa Gelasio regnò dal 492 al 496, così Gennadio deve essere vissuto alla fine del V secolo.

## Opere
Gennadio conosceva il greco ed era un buon conoscitore della letteratura cristiana orientale ed occidentale, sia ortodossa che eretica. Fu un copista diligente e critico competente.

### De Viris Illustribus
De Viris Illustribus, nella forma il più comunemente accettata, fu scritta probabilmente nel 495 e contiene, in circa dieci pagine in folio, brevi biografie di ecclesiastici fra gli anni 392 e 495. È una fonte molto importante ed in parte l'unica fonte conosciuta dei quasi cento personaggi trattati.
È una continuazione del De viris illustribus di Girolamo, il quale aveva elaborato una serie di centotrentacinque brevi biografie di cristiani famosi, con un elenco dei loro scritti principali. Fu il primo libro di patrologia e dizionario di biografia cristiana. Questo libro di riferimento era così utile che divenne popolare e molti scrissero continuazioni dell'opera con lo stesso metodo. Viene citata una continuazione di un tale Paterio, un discepolo di Girolamo e di una traduzione greca di Sofronio.
La continuazione di Gennadio divenne la più popolare, fu ovunque accettata come la seconda parte del lavoro del san Girolamo e venne sempre trascritta (e poi stampata) insieme a quella. La parte del Gennadio contiene oltre novanta biografie, stilisticamente molto simili a quelle di Girolamo. La serie delle vite è organizzata più o meno nell'ordine cronologico, ma ci sono frequenti eccezioni.

### Altri scritti
Gennadio dichiara di aver composto un certo numero di altri scritti, la maggior parte dei quali sono andati perduti.
- Adversus omnes hæreses libri VIII., "Contro tutte le eresie" in 8 libri
- Cinque libri contro Nestorio
- Dieci libri contro Eutiche
- Tre libri contro Pelagio
- Tractatus de millennio et de apocalypsi beati Johannis, "Trattato sul millennio e sulla Apocalisse di san Giovanni"
- Epistola de fide, una "Lettera sulla fede" che indirizzò a Papa Gelasio.

Inoltre un trattato, De Ecclesiasticis Dogmatibus ("Della Dottrina della Chiesa"), che originariamente era stato attribuito a sant'Agostino d'Ippona e lungamente incluso fra i lavori di quello, ora è attribuito universalmente a Gennadio. 
Alcuni studiosi (Caspari, Bardenhewer, Czapla) pensano che sia probabilmente un frammento degli otto libri del "Contro tutte le eresie", apparentemente l'ultima parte, in cui, dopo avere confutato gli eretici, Gennadio sviluppa un sistema positivo.
Gennadio curò anche le traduzioni, andate perdute, di opere di Evagrio Pontico e di Timoteo Elurio.

### Edizioni
Per il De Viris Illustribus l'editio princeps fu quella stampata e pubblicata da J. Andreas (Roma, 1468).
L'edizione di J.A. Fabricius in Bibliotheca ecclesiastica II, 1-43 (Amburgo, 1718) è stata utilizzata dal Migne per la Patrologia Latina, vol. LVIII, coll. 1059-1120; poi vennero le edizioni di E.C. Richardson (Texte und Untersuchungen, XIV.I, Lipsia, 1896) e Bernoulli, Hieronymus und Gennadius De Viris illustribus (Freiburg im Br., 1895, vol. II di Krüger, Sammlung ausgewählter Kirchen und dogmengeschichtlichen Quellenschriften). Le Vite di Gennadio inoltre compaiono in molte edizioni degli Scritti di Sant'Agostino.
Il Liber de Ecclesiasticis Dogmatibus è in un'appendice dell'edizione benedettina degli scritti di Sant'Agostino e in Patrologia Latina, vol. LVIII, coll. 979-1054.

## Il suo pensiero
Ci sono molte indicazioni che confermano l'autore come seguace del semipelagianesimo.
Nel De Viris Illustribus gli autori semipelagiani sono elogiati calorosamente (Fastidioso, LVI, p. 80; san Giovanni Cassiano, LXI, 81; Fausto di Riez, LXXXV, 89); i pelagiani propriamente detti (Pelagio stesso, XLII, 77; Giuliano di Eclano, XLV, 77) sono definiti eretici; i cattolici sono trattati superficialmente (sant'Agostino d'Ippona, XXXVIII, 75; Prospero di Aquitania, LXXXIV, 89); persino alcuni papi sono definiti eretici (papa Giulio I, I, 61).
La stessa tendenza è confermata dal trattato De Ecclesiasticis Dogmatibus, che è pieno di semipelagianesimo, esplicito o implicito (attenzione elusa su peccato originale, insistenza sul libero arbitrio e negazione della predestinazione, la Grazia vista come qualcosa di aggiuntivo e in forma minima, etc.).
Gennadio considera (come alcuni scrittori cristiani successivi, per esempio Tommaso d'Aquino) che tutti gli uomini, persino quelli vivi nella seconda venuta di Cristo, dovranno morire. Ma questa convinzione, comunque derivata da una tradizione patristica diffusa, è, lui ammette, altresì rifiutata da altri padri della Chiesa ugualmente cattolici.
Delle teorie riguardo all'anima dell'uomo, Gennadio non ammette l'esistenza dello spirito come terzo elemento nell'uomo, oltre al corpo ed all'anima, ma la considera soltanto un altro nome per l'anima.
Nel De Ecclesiasticis Dogmatibus , il suo pensiero include i seguenti punti salienti: il battesimo impartito dagli eretici non deve essere ripetuto, a meno che sia stato amministrato dai eretici che rifiutano di invocare la santissima Trinità; suggerisce la pratica settimanale dell'eucaristia a meno di essere sotto peccato mortale; ritiene che si deve fare ricorso alla penitenza pubblica, non nega la validità della penitenza privata, anche se un'esternazione pubblica della penitenza, quale il cambio del vestito, è preferibile; la pratica quotidiana della comunione non è né un elogio né una colpa; il Male è stato inventato da Satana; il celibato è superiore al matrimonio, ma condannare il matrimonio è da Manichei; un cristiano risposato non può ricevere l'ordinazione sacerdotale; solo i Battezzati possono ambire alla vita eterna, non i catecumeni, a meno di non patire il martirio; la penitenza serve ai cristiani anche al loro ultimo alito di vita; il Creatore solo conosce i nostri pensieri segreti, Satana può dedurli soltanto dai nostri movimenti e dalle nostre opere; il libero arbitrio dell'uomo è fortemente asserito, ma la santità è data dalla Grazia divina.